# Allagopappus
Allagopappus là một chi thực vật có hoa trong họ Cúc (Asteraceae).

## Loài
Chi Allagopappus gồm các loài: